# Bossemans et Coppenolle (film, 1938)
Pour les articles homonymes, voir Bossemans et Coppenolle (homonymie).
Pour plus de détails, voir Fiche technique et Distribution.
Bossemans et Coppenolle (Monsieur Bossemans) est un film belge réalisé par Gaston Schoukens sorti en 1938.

## Fiche technique
- Réalisation : Gaston Schoukens
- Scénario : Gaston Schoukens d'après la pièce de théâtre de Paul Van Stalle et Joris d'Hanswyck
- Durée : 84 minutes
- Genre : Comédie
- Dates de sortie :
  - Belgique : 2 décembre 1938
  - France : 22 février 1939

## Distribution
- Gustave Libeau : François Bossemans
- Marcel Roels : Auguste Coppenolle
- Léon Carny : Joseph, le fils de François Bossemans
- Charlotte Duchesne : Georgette, la fille d'Auguste Coppenolle
- Georgette Méry : Léontine, la femme d'Auguste Coppenolle
- Raymond Aimos : l'entraîneur du Daring
- Colette Darfeuil : Violette
- Sinoël : Éliacin, l'ami de Violette
- Adolphe Denis : un vendeur
- Mony Doll : une serveuse
- Billy Pitt : Madame Chapeau